# Eriosyce napina
Eriosyce napina ist eine Pflanzenart in der Gattung Eriosyce aus der Familie der Kakteengewächse (Cactaceae). Das Artepitheton napina stammt aus dem Lateinischen, bedeutet ‚rübenartig‘ und verweist die kolligen Pfahlwurzeln der Art.

## Beschreibung
Eriosyce napina wächst einzeln mit niedergedrückt kugelförmigen bis leicht verlängerten dunkelgrünen bis grünbraunen Trieben und erreicht Durchmesser von 2 bis 4 Zentimeter. Der Scheitel ist kahl oder etwas bewollt. Die Wurzel ist eine große, knollige Pfahlwurzel, die mit einem schmalen Hals vom Trieb abgesetzt ist. Die Rippen sind in niedrige Höcker gegliedert. Die darauf befindlichen Areolen sind etwas eingesunken. Es sind wenige bis zahlreiche, hornfarbene bis schwarze Dornen vorhanden, die an der Trieboberfläche anliegen oder etwas ausstrahlen. Sie sind 2 bis 5 Millimeter lang. Ein einzelner Dorn steht etwas zentraler.
Die trichterförmigen Blüten sind hellgelb bis manchmal hell rötlich und erscheinen aus jungen Areolen. Ihr Perikarpell und die Blütenröhre sind mit weißlicher Wolle und Borsten besetzt. Die verlängerten Früchte öffnen sich mit einer basalen Pore.

## Verbreitung, Systematik und Gefährdung
Eriosyce napina ist im Süden der chilenischen Region Atacama im Tal des Rio Huasco zwischen Vallenar und Huasco auf Alluvialablagerungen verbreitet.
Die Erstbeschreibung als Echinocactus napinus erfolgte 1872 durch Rudolph Amandus Philippi. Fred Kattermann stellte die Art 1994 in die Gattung Eriosyce. Weitere nomenklatorische Synonyme sind Malacocarpus napinus (Phil.) Britton & Rose (1922), Notocactus napinus (Phil.) A.Berger (1929), Neoporteria napina (Phil.) Backeb. (1935), Chilenia napina (Phil.) Backeb. (1939), Hildmannia napina (Phil.) Kreuz. & Buining (1941), Neochilenia napina (Phil.) Backeb. (1942), Thelocephala napina (Phil.) Y.Itô (1957) und Chileorebutia napina (Phil.) F.Ritter (1959).
Es werden folgende Unterarten unterschieden:
- Eriosyce napina subsp. napina
- Eriosyce napina subsp. lembckei Katt.
- Eriosyce napina subsp. pajonalensis I.Schaub & Keim

In der Roten Liste gefährdeter Arten der IUCN wird die Art als „Vulnerable (VU)“, d. h. als gefährdet geführt.

## Nachweise